# 해럴드 에이브럼스

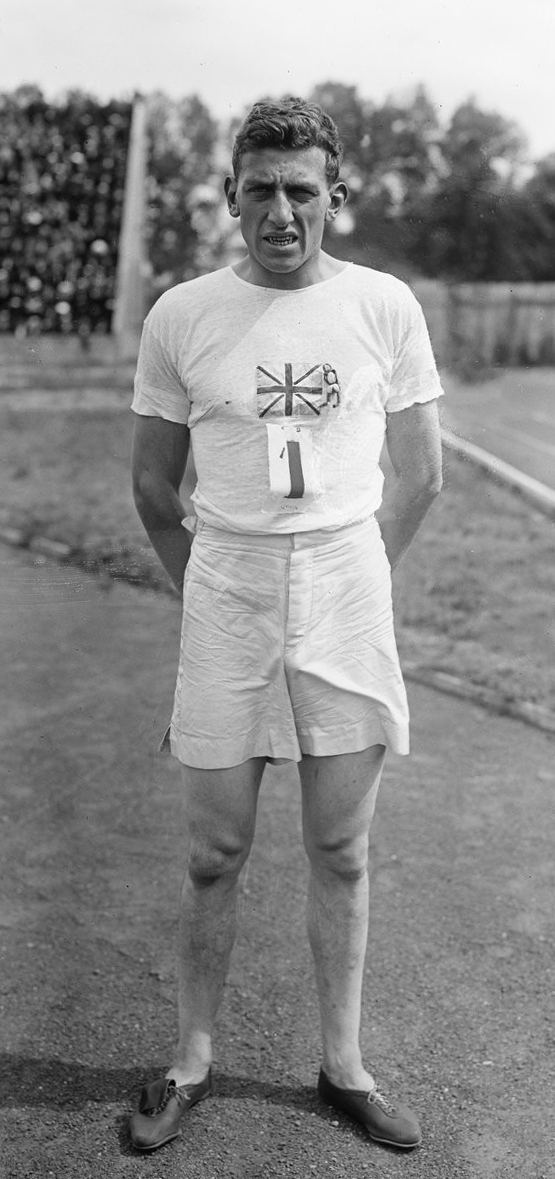

해럴드 에이브럼스(Harold Abrahams, 본명: 해럴드 모리스 에이브럼스, Harold Maurice Abrahams CBE, 1899년 12월 15일 – 1978년 1월 14일)는 영국의 트랙 필드 선수였다. 1924년 하계 올림픽 100m 단거리 올림픽 챔피언이었는데, 이는 1981년 영화 불의 전차(Chariots of Fire)에 묘사된 위업이었다.